# Dendromecon

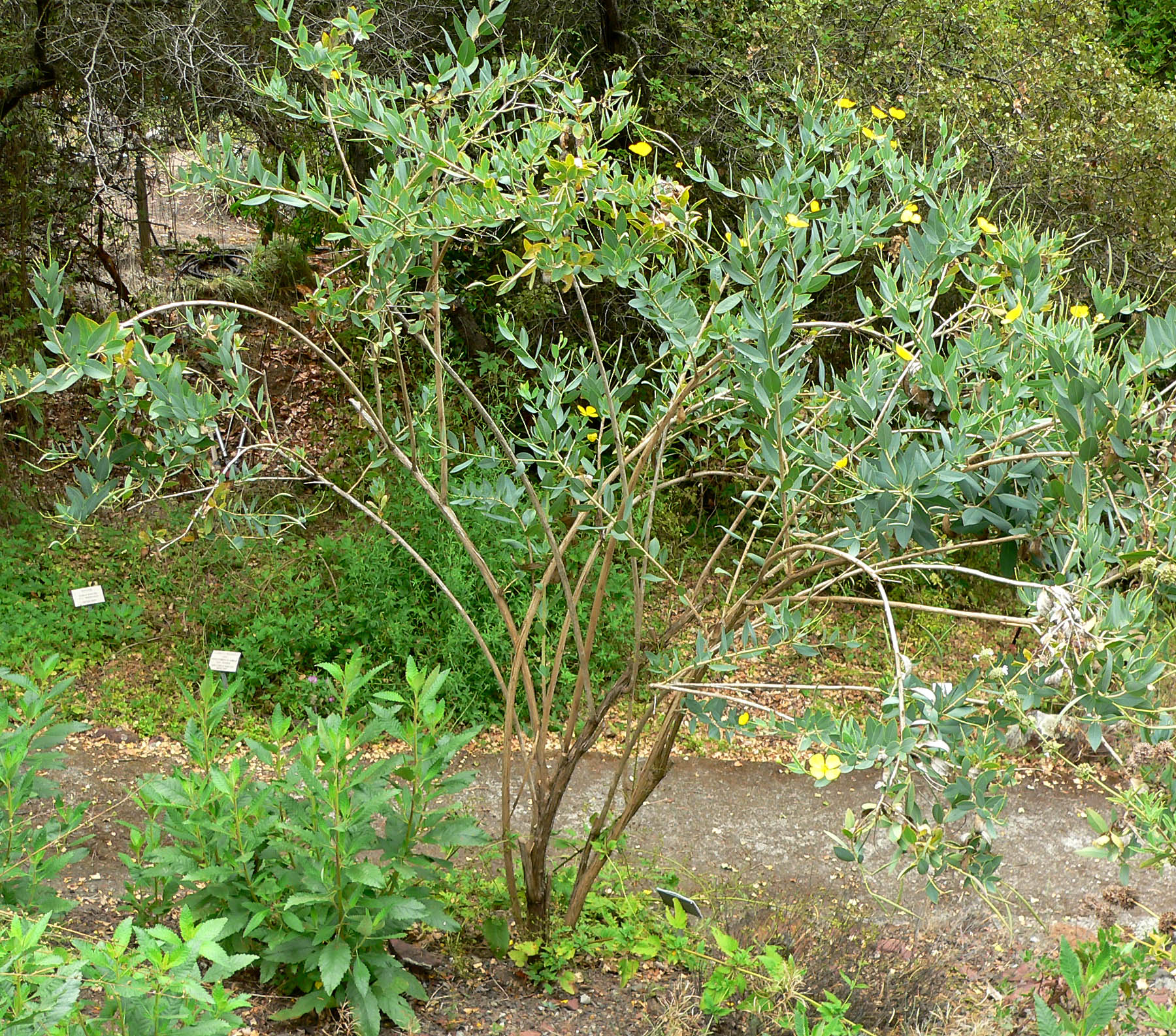
Pokrój Dendromecon harfordii

Dendromecon – rodzaj roślin z rodziny makowatych. Obejmuje dwa gatunki występujące w Ameryce Północnej – w Kalifornii i północno-zachodnim Meksyku. Rośliny zawierają bezbarwny sok mleczny. Rosną na suchych zboczach, na terenach zalewowych okresowych rzek, w zaroślach, zwłaszcza po pożarach. Bywają uprawiane w ogrodach jako rośliny ozdobne, zwłaszcza w klimacie suchym.

## Morfologia
PokrójKrzewy lub niewysokie drzewa zimozielone i nagie, osiągające do 6 m wysokości. Pędy zielone puste wewnątrz.
LiścieZimozielone i skórzaste, skrętoległe, krótkoogonkowe, z blaszką niepodzieloną, całobrzegą lub drobno ząbkowaną, kształtu lancetowatego, eliptycznego lub jajowatego, do 10 cm długości.
KwiatyWyrastają pojedynczo na końcach pędów. Kielich składa się z dwóch działek. Płatki cztery, żółte, długości 2–3 cm. Pręciki liczne. Zalążnia owalna, z 2 owocolistków, jednokomorowa.
OwoceOwalne, wygięte torebki o długości 5–10 cm, zawierające liczne, drobne nasiona koloru czarnego lub brązowego.

## Systematyka
Pozycja systematyczna
Rodzaj z plemienia Eschscholtzieae, podrodziny Papaveroideae, z rodziny makowatych Papaveraceae zaliczanej do rzędu jaskrowców (Ranunculales).
Wykaz gatunków
- Dendromecon harfordii Kellogg
- Dendromecon rigida Benth.